# Lasiocampa staudingeri
Lasiocampa staudingeri és una espècie de papallona nocturna pertanyent a la família Lasiocampidae, subfamília Lasiocampinae i del gènere Lasiocampa.
- Distribució: Magrib.
- Envergadura del mascle: de 20 a 22 mm.
- Període de vol: d'agost a gener.
- Hàbitat: llocs secs.
- Plantes nutrícies: Artemísia, Genista...